# Kerogen
Kerogeny jsou polymerní organické látky, které se nacházejí v usazených horninách, například v ropných břidlicích, kde tvoří jednu z forem nekonvenční ropy. Jsou nerozpustné v běžných organických rozpouštědlech kvůli svojí vysoké molekulové hmotnosti (více než 1 000). Každá molekula kerogenu je jedinečná, protože se skládá z náhodné kombinace různých monomerů.
Podle organické teorie vzniku ropy se zbytky rostlin a mořských živočichů vlivem tepla a tlaku přeměnily nejprve na kerogen, ten pak na živice a ty nakonec na ropu a zemní plyn.